# 地鐵大樓前停留場
地鐵大樓前停留場（日语：／ Chitetsubiru-mae teiryūjō */?）是位於富山縣富山市櫻橋通，富山地方鐵道富山軌道線的電車站。車站編號為C13。
電車站位於富山縣道22號富山停車場線上的共用軌道。此電車站附近有一個大彎位。

## 歷史
隨著1934年，電車線走線變更，於新線上增設了「櫻町停留場」（在舊線上也有同名電車站）。電車站所在的路口（中央郵局前路口）的東北角落（現時：富山地鐵Golden Bowl所在地）設有軌道線的櫻町車廠。該車廠在1951年（昭和26年）10月10日遷移至千歲町後便廢止。後來1964年（昭和39年），隨著東部線的走線改善，便從路口向西方敷設了前進路軌，使此電車站成為了分支電車站。但是東部線在1972年（昭和47年）廢止，分支電車站只維持了8年。

### 年表
- 1934年 -  隨著櫻橋至富山站前至總曲輪之間的走線變更，富山市營軌道櫻町停留場啟用[2]。
- 1943年（昭和18年）1月1日 - 路線轉讓。成為富山地方鐵道的電車站[5]。
- 1945年（昭和20年）8月2日 - 發生富山大空襲（日语：富山大空襲），使電車站暫停使用[6]。
- 1946年（昭和21年）1月14日 - 南富山站前至富山站前之間重開，此站重開[7]。
- 1951年（昭和26年）10月10日 - 櫻町車廠廢止（遷移至千歲町車廠）[3]。
- 1954年（昭和29年）1月25日 - 電車站改名為郵局前停留場[3]。
- 1964年（昭和39年）11月8日 - 東部線（東田地方至郵局前之間）開通，使此站成為分支電車站[3]。
- 1966年（昭和41年）11月25日 - 隨著總部事務所遷移至此電車站附近[3]，電車站改名為地鐵大樓前停留場[2]。
- 1972年（昭和47年）9月21日 - 東部線（中教院前至地鐵大樓前之間）廢止[4]。

## 電車站構造
電車站是地面車站，建造在共用行車道上，設有2面2線的相對式月台（千鳥式月台）。

## 電車站周邊

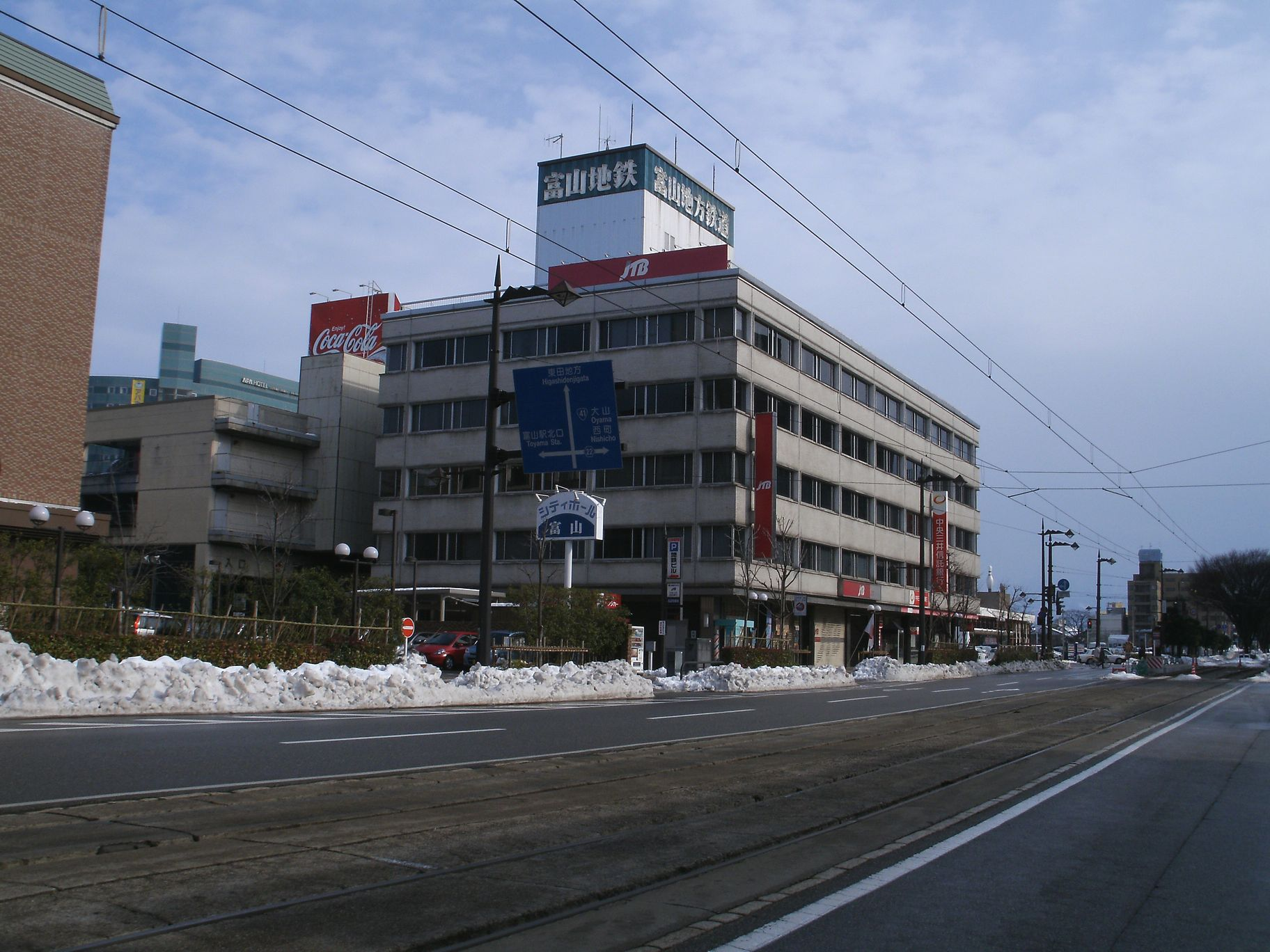
富山地方鐵道總部所在的地鐵大樓。路上右邊可看見地鐵大樓前電車站（2009年）

- 富山地鐵大樓
  - 富山地方鐵道總部
  - 富山地鐵勞動組合會館
  - 三井住友信託銀行富山分店
- 富山中央郵局（日语：富山中央郵便局）
- 富山地鐵Golden Bowl（日语：富山地鉄ゴールデンボウル）
- APA酒店富山站前
- 富山露台豪華酒店（日语：ホテルグランテラス富山）
- 富山中央警署（日语：富山中央警察署）
- 富山縣教育紀念館
- 高志會館
- 富山地方法務局

## 相鄰電車站
富山地方鐵道
富山軌道線（本線）
電氣大樓前（C12）－地鐵大樓前（C13）－電鐵富山站·ESTA前（C14）

### 曾經存在的路線
富山地方鐵道
富山軌道線（東部線）（1972年廢止）
東田地方－地鐵大樓前

## 注腳
1. ↑  .   [2021年4月19日]. （原始内容存档于2021年3月5日） （日语）.
2. 1 2 3  今尾惠介（監）. . 新潮社. 2008: 36. ISBN 978-4107900241 （日语）.
3. 1 2 3 4 5 6  富山地方鉄道（編）. . 富山地方鉄道. 1979: 176 （日语）.
4. 1 2  富山地方鉄道（編）. . 富山地方鉄道. 1979: 177 （日语）.
5. ↑  1942年12月7日軌道譲渡許可「軌道譲渡」『官報』1942年12月21日（國立國會圖書館數碼化收藏）
6. ↑  富山地方鉄道（編）. . 富山地方鉄道. 1979: 175 （日语）.
7. ↑  富山地方鉄道（編）. . 富山地方鉄道. 1983: 378 （日语）.

## 外部連結
- 地鐵大樓前 市內電車 時間預定表PDF（日語） - 富山地方鐵道